# نورت راید، نیو ساوت ولز
نورت راید (به انگلیسی: North Ryde) یک حومه شهر در استرالیا است که در نیو ساوت ولز واقع شده‌است.